# 格利泽832b
格利泽832b是一颗位于天鶴座、距离地球约16光年的系外行星，其母星为葛利斯832。该行星是已知的环绕红矮星运行的系外行星中轨道周期最长的类木行星，轨道周期长达3416地球日，其轨道距离中央恒星3.4天文单位。2008年9月1日，英澳天文台发现了这颗行星。